# John Seigenthaler
John Lawrence Seigenthaler, ameriški novinar, pisatelj in politična osebnost * 27. julij 1927, Nashville, Tennessee, ZDA † 11. julij 2014, Nashville, Tennessee, ZDA. Znan je bil kot ugledni zagovornik pravic prvega amandmaja. 
Seigenthaler se je leta 1949 pridružil časopisu Nashville The Tennessean, leta 1960 pa je odstopil, ko je bil upravni pomočnik Roberta F. Kennedyja. Leta 1962 se je ponovno pridružil The Tennessean kot urednik, založnik leta 1973 in predsednik leta 1982, preden se je upokojil kot zaslužni? predsednik leta 1991. Seigenthaler je bil tudi ustanovni direktor uredništva USA Today od leta 1982 do 1991. V tem obdobju je bil član upravnega odbora  za ameriško društvo časopisnih urednikov in je bil od leta 1988 do 1989 njen predsednik.
Leta 2005 je Seigenthaler naletel na incident, ko je v njegovem članku na Wikipediji nekdo objavil, da je bil Seigenthaler neposredno vpleten na atentate na Kennedyja, tako Johna kot njegovega brata Bobbyja. Ta lažni podatek je bil v njegovi biografiji objavljen štiri mesece preden je bil septembra 2005 odstranjen in popravljen, njegova stran pa zaščitena.